# Liutgarde de Saxe
Liutgarde de Saxe, née vers 845 et morte le 30 novembre 885 à Aschaffenbourg, est une aristocrate saxonne de la dynastie des Ottoniens, donnée en mariage à Louis le Jeune, et devenu reine de la Francie orientale en 876.

## Famille
Fille de Liudolf, comte en Saxe († 864/866), et de son épouse Oda Billung († 913), Liutgarde a trois frères : Bruno, l'ancêtre des Brunonides qui est mort au combat contre les Vikings en 880, le comte Otton l'Illustre, grand-père de l'empereur Otton Ier, et Thankmar qui fut élu abbé de Corvey en 877. Ses trois sœurs, Hathumoda, Gerberga et Christina, se succèdent comme premières abbesses de Gandersheim à Brunshausen au pied du Harz, fondée par leur père en 852. 
En tant que comte, Liudolf disposait de vastes propriétés en Ostphalie s'étendant des rives de la Leine jusqu'aux régions frontalières avec les pays des Slaves (« Wendes ») au-delà des fleuves Elbe et Saale à l'Est. Sous le règne du roi Louis II de Germanie sur la Francie orientale, il est devenu l'un des potentats plus élevés en Saxe, déjà nommé dux selon certaines sources. Sa dominance est confirmée par le fait que vers l'an 874 le roi a marié son deuxième fils Louis le Jeune à la fille de Liudolf, Liutgarde.

## Mariage

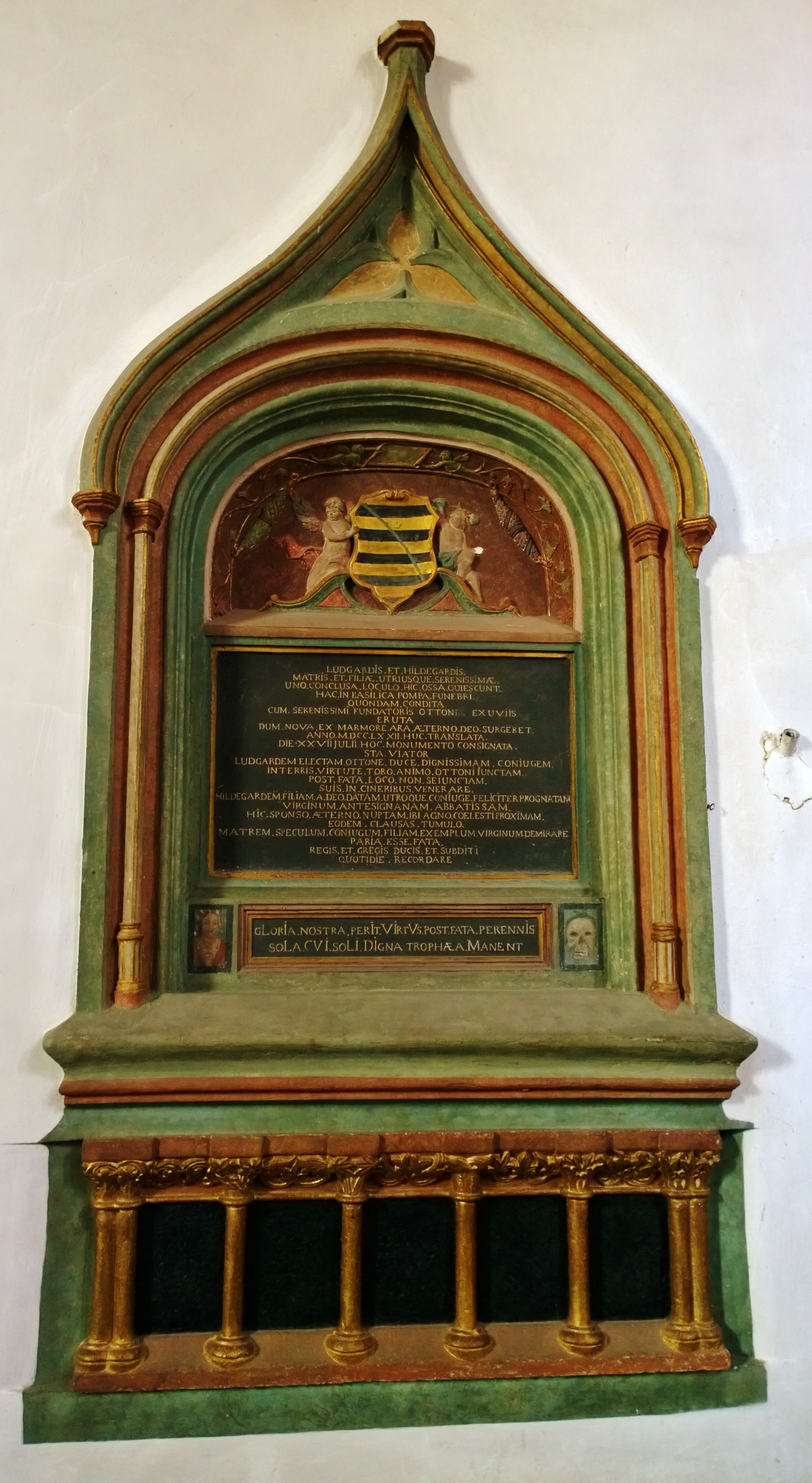
L'épitaphe de Liutgarde à Aschaffenbourg.

Selon la chronique de l'abbé Réginon de Prüm, Liutgarde épouse Louis le Jeune, vraisemblablement avant la date du 29 novembre 874 à Aschaffenbourg en Austrasie. Ils eurent deux enfants :
- Louis, meurt en 879 lors d'une chute à l'âge de deux ans ;
- Hildegarde († après 895), qui devint une nonne à l'abbaye de Frauenchiemsee en Bavière.

Louis devenait roi de la Francie orientale à la mort de son père le 26 août 876. La reine Liutgarde était connue pour sa détermination, sinon domination, et son ambition politique. Louis avait vaincu son oncle Charles le Chauve, roi de la Francie occidentale, à la bataille d'Andernach le 8 octobre 876 et après la mort du roi Louis le Bègue en 979 a pu occuper presque entièrement la Lotharingie par le traité de Ribemont. Néanmoins, sa femme, toujours insatisfaite de ces résultats, a participé aux intrigues de l'abbé Gozlin afin que ce soit Louis qui prenne la succession en toute la Francie orientale. Ces efforts n'ont cependant pas abouti.
Louis le Jeune meurt le 20 janvier 882 et son frère cadet Charles le Gros lui succéda. Selon certains historiens, il semble probable que sa veuve Liutgarde épouse en secondes noces Burchard de Rhétie († 911), le premier duc de Souabe à partir de 909, avec qui elle eut deux fils :
- Burchard II († 926), duc de Souabe ;
- Odalric († 885).

La date du décès de Liutgarde a été transmise dans les chroniques de l'Annalista Saxo (d'autres sources parlent du 17 novembre). Elle est enterrée à la collégiale Saint-Pierre-et-Saint-Alexandre d'Aschaffenbourg. Les Ottoniens poursuivirent leur ascension : en 897, la nièce de Liutgarde, Oda, fille d'Otton l'Illustre, s'est mariée avec Zwentibold, fils de l'empereur Arnulf.